# Lapja
Lapja är en ort i Bosnien och Hercegovina.   Den ligger i entiteten Republika Srpska, i den södra delen av landet, 130 km söder om huvudstaden Sarajevo. Lapja ligger 308 meter över havet och antalet invånare är 207.
Terrängen runt Lapja är kuperad.Närmaste större samhälle är Trebinje, 6,5 km norr om Lapja. 
Trakten runt Lapja består i huvudsak av gräsmarker. Runt Lapja är det ganska tätbefolkat, med 67 invånare per kvadratkilometer.